# Courtney Hunt
Courtney Hunt (* 1964 in Memphis, Tennessee) ist eine US-amerikanische Drehbuchautorin und Regisseurin.

## Leben
Courtney Hunt gab 2008 mit dem Film Frozen River ihr Regiedebüt, zu dem sie auch das Drehbuch schrieb. Für ihr Erstlingswerk erhielt sie zahlreiche Auszeichnungen, darunter den Großen Preis der Jury auf dem Sundance Film Festival, eine Nominierung für den Oscar, den Independent Spirit Award und den Satellite Award für das beste Originaldrehbuch. Zudem gewann sie einen Gotham Award, einen New York Film Critics Circle Award für das beste Erstlingswerk, sowie weitere Preise auf verschiedenen Filmfestivals.
Im Anschluss führte Hunt Regie bei einigen Episoden der Fernsehserie In Treatment – Der Therapeut mit Gabriel Byrne in der Hauptrolle und einer Episode der langlebigen Krimiserie Law & Order: Special Victims Unit. 2016 folge mit The Whole Truth – Lügenspiel ihr zweiter Spielfilm. im Jahr darauf inszenierte sie eine Folge der Serie Fear the Walking Dead.

## Filmografie
- 2008: Frozen River
- 2009–2010: In Treatment – Der Therapeut (In Treatment, Fernsehserie, drei Episoden)
- 2011: Law & Order: Special Victims Unit (Fernsehserie, Episode 13x06)
- 2016: The Whole Truth – Lügenspiel (The Whole Truth)
- 2017: Fear the Walking Dead (Fernsehserie, 1 Folge)